# Romashki (Krasnodar)
Romashki (del ruso: Ромашки) es un jútor del raión de Leningrádskaya del krai de Krasnodar, en Rusia. Está situado a orillas de un afluente por la izquierda del río Sosyka, tributario del Yeya, 13 km al noroeste de Leningrádskaya y 149 km al norte de Krasnodar, la capital del krai. Tenía 230 habitantes en 2010.
Pertenece al municipio Západnoye.